# 格雷峰
格雷峰是南極洲的山峰，位於杜費克海岸，屬於毛德王后山脈的一部分，海拔高度2,750米，處於峽谷冰川西岸，該山峰以氣象學家命名。